# Universidad Santa María (Ecuador)
Die Universidad Santa María (USM) ist eine Privatuniversität in Ecuador. Sie ist ein 1996 eröffneter Ableger der Universidad Técnica Federico Santa María (UTFSM) mit Sitz in Chile. Die Universität bietet sechs Universitätsabschlüsse, einen Aufbaustudiengang und sechs Kurzkurse in den Bereichen Verwaltung, Informatik, internationale Wirtschaft, Marketing, Design und Wirtschaft an.